# Новопразька волость
Новопразька волость — історична адміністративно-територіальна одиниця Олександрійського повіту Херсонської губернії.
Станом на 1886 рік складалася з 3 поселень, 3 сільських громад. Населення — 13230 осіб (5851 чоловічої статі та 7379 — жіночої), 2207 дворових господарств.
|                     | Площа, десятин | У тому числі орної, дес. |
| ------------------- | -------------- | ------------------------ |
| Сільських громад    | 23622          | 20419                    |
| Приватної власності | —              | —                        |
| Казенної власності  | 1344           | 485                      |
| Іншої власності     | 248            | 248                      |
| Загалом             | 25180          | 22093                    |

Поселення волості:
- Нова Прага — посад при річці Бешка за 20 верст від повітового міста, 7214 осіб, 1266 дворів, православна церква.
- Головківка — село при річці Бешка, 3684 осіб, 534 двори, православна церква, 2 лавки.
- Митрофанівка — село при ставках, 2302 осіб, 407 дворів, православна церква, молитовний будинок, школа.